# Skarsterlân

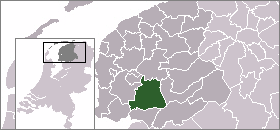
Skarsterlâns läge

Skarsterlân var en kommun i provinsen Friesland i Nederländerna. Kommunens totala area var 216,89 km² (där 30,48 km² är vatten) och invånarantalet är på 27 095 invånare (2005). Kommunen gick 1 januari 2014 upp i De Friese Meren och upphörde därmed som kommun.